# Taeniophyllum canaliculatum
Taeniophyllum canaliculatum är en orkidéart som beskrevs av Johannes Jacobus Smith. Taeniophyllum canaliculatum ingår i släktet Taeniophyllum och familjen orkidéer. Inga underarter finns listade i Catalogue of Life.